# Sabatieria
Genre
Sabatieria est un genre de nématodes de la famille des Comesomatidae, comprenant plus d'une centaine d'espèces.

## Systématique
Le genre Sabatieria a été créé en 1903 par le zoologiste français Étienne de Rouville (d).
Sabatieria a pour synonymes :
- Actarjana[2]
- Actarjania Hopper, 1967[3]
- Parasabatiera[2]
- Parasabatieria de Man, 1907[2],[3]

## Étymologie
Le nom du genre Sabatieria a été choisi en l'honneur de Sabatier (1834-1910), zoologiste français que l'auteur avait eu comme maître.

## Liste des espèces
Selon GBIF (27 juin 2021) :
- Sabatieria abyssalis (Filipjev, 1918), 1922
- Sabatieria alata Warwick, 1973
- Sabatieria ancudiana Wieser, 1954
- Sabatieria antarctica Cobb, 1914
- Sabatieria arctica (Allgén, 1954)
- Sabatieria arcuata Wieser, 1954
- Sabatieria armata Gerlach, 1952
- Sabatieria articulata Fu & Leduc, 2019
- Sabatieria aspera Sergeeva, 1973
- Sabatieria australis Allgén, 1929
- Sabatieria balbutiens Leduc, 2013
- Sabatieria bathycopia Leduc, 2013
- Sabatieria bitumen Botelho, Da Silva, Esteves & Fonseca-Genevois, 2007
- Sabatieria bubulba Leduc, 2013
- Sabatieria celtica Southern, 1914
- Sabatieria cettensis Rouville, 1903
- Sabatieria challengerensis Leduc, 2013
- Sabatieria chukchensis Yang, Guo, Chen & Lin, 2019
- Sabatieria cleopatris Micoletzky, 1924
- Sabatieria conicauda Vitiello, 1970
- Sabatieria conicoseta Guo, Chang & Yang, 2018
- Sabatieria coomansi Chen, 1999
- Sabatieria curvispiculata Gagarin, 2013
- Sabatieria curvispiculum (Allgén, 1959)
- Sabatieria demani Schuurmans Stekhoven, 1935
- Sabatieria dispunctata Rosli, Leduc & Probert, 2014
- Sabatieria doancanhi Nguyen Dinh Tu, Nguyen Vu Thanh, Smol & Vanreusel, 2008
- Sabatieria dodecaspapillata (Kreis, 1929), 1954
- Sabatieria dodecaspillata (Kreis, 1929)
- Sabatieria dorylaimopsoides Allgén, 1959
- Sabatieria effilata Schuurmans Stekhoven, 1950
- Sabatieria elongata Jayasree & Warwick, 1977
- Sabatieria exculta Leduc, 2013
- Sabatieria exilis Botelho, Da Silva, Sobral & Fonseca-Genevois, 2009
- Sabatieria falcifera Wieser, 1954
- Sabatieria fidelis Botelho, Da Silva, Sobral & Fonseca-Genevois, 2009
- Sabatieria filicauda Allgén, 1951
- Sabatieria finitima Fadeeva & Belogurov, 1984
- Sabatieria flecha Pastor de Ward, 2003
- Sabatieria foetida Gagarin & Nguyen Vu Thanh, 2008
- Sabatieria furcillata Wieser, 1954
- Sabatieria granifer Wieser, 1954
- Sabatieria granulosa Vitiello & Boucher, 1971
- Sabatieria heipi Chen, 2000
- Sabatieria heterospiculum Allgén, 1953
- Sabatieria heterura (Cobb, 1898)
- Sabatieria intacta Fadeeva & Belogurov, 1984
- Sabatieria intermissa Wieser, 1954
- Sabatieria kelletti Platt, 1983
- Sabatieria kolaensis (Ssaweljev, 1912)
- Sabatieria labium Botelho, Esteves & Fonseca-Genevois, 2014
- Sabatieria lawsi Platt, 1983
- Sabatieria lepida (Vitiello, 1976), 1979
- Sabatieria longicaudata Filipjev, 1922
- Sabatieria longisetosa (Kreis, 1929), 1954
- Sabatieria longispinosa Lorenzen, 1971
- Sabatieria lucia Muthumbi, 1997
- Sabatieria lyonessa Warwick, 1977
- Sabatieria maboyae Gourbault & Vincx
- Sabatieria macramphis Lorenzen, 1971
- Sabatieria major Yang, Guo, Chen & Lin, 2019
- Sabatieria mawsoni (Wieser, 1954), 1930
- Sabatieria megadena Leduc, 2017
- Sabatieria microsetosa Timm, 1967
- Sabatieria migrans Jensen & Gerlach, 1977
- Sabatieria mortenseni (Ditlevsen, 1921)
- Sabatieria multisupplementia Yang, Guo, Chen & Lin, 2019
- Sabatieria norwegica Allgén, 1931
- Sabatieria ornata (Ditlevsen, 1918)
- Sabatieria pacifica Allgén, 1947
- Sabatieria palmaris Fadeeva & Belogurov, 1984
- Sabatieria parabyssalis Wieser, 1954
- Sabatieria paracupida Wieser & Hopper, 1967
- Sabatieria paradoxa Wieser & Hopper, 1967
- Sabatieria parapraedatrix Leduc, 2013
- Sabatieria paraspiculata Botelho, Da Silva, Esteves & Fonseca-Genevois, 2007
- Sabatieria paravulgaria Filipjev, 1946
- Sabatieria parvamphis Yang, Guo, Chen & Lin, 2019
- Sabatieria parvula Gagarin & Nguyen Vu Thanh, 2006
- Sabatieria pellucida Allgén, 1959
- Sabatieria pisinna Vitiello, 1970
- Sabatieria pomarei (Boucher, 1973)
- Sabatieria possjetica Platonova, 1971
- Sabatieria praebosporica Sergeeva, 1973
- Sabatieria praedatrix de Man, 1907
- Sabatieria propisinna Vitiello, 1976
- Sabatieria pulchra (Schneider, 1906)
- Sabatieria pumila Leduc, 2013
- Sabatieria punctata (Kreis, 1924)
- Sabatieria rota Gerlach, 1957
- Sabatieria rotundicauda Allgén, 1959
- Sabatieria sanjosensis Pastor de Ward, 2003
- Sabatieria sarcina Vitiello, 1976
- Sabatieria sinica Zhai, Wang & Huang, 2019
- Sabatieria spiculata Botelho, Da Silva, Esteves & Fonseca-Genevois, 2007
- Sabatieria splendens (Hopper, 1967)
- Sabatieria stekhoveni Vitiello, 1970
- Sabatieria stenocephalus Huang & Zhang, 2006
- Sabatieria strigosa Lorenzen, 1971
- Sabatieria subrotundicauda Botelho, Da Silva, Esteves & Fonseca-Genevois, 2007
- Sabatieria supplicans Gerlach, 1956
- Sabatieria taboguillensis (Allgén, 1947) Wieser, 1954
- Sabatieria tenuiseta Allgén, 1959
- Sabatieria triplex Wieser, 1954
- Sabatieria tubilaima Allgén, 1959
- Sabatieria vasicola Vitiello, 1970
- Sabatieria verteris Botelho, Esteves & Fonseca-Genevois, 2014
- Sabatieria wieseri Platt, 1985

## Publication originale
- Etienne de Rouville, « Revision des Némalodes libres, marins, de la région de Cette », Comptes rendus de l’Académie des sciences, Paris, Académie des sciences, inconnu et Gauthier-Villars, vol. 137,‎ 1903, p. 1002-1003 (ISSN 0249-6321, 2419-7610, 0001-4036 et 2419-6304, OCLC 07029828 et 1124612, BNF 34348108, lire en ligne).